# Ilse Kibgis
Ilse Kibgis (* 3. Juni 1928 als Ilse Tomczak in Gelsenkirchen; † 17. Dezember 2015) war eine deutsche Schriftstellerin.

## Leben
Ilse Kibgis stammte aus einer Bergmannsfamilie. Nach dem Besuch der Volksschule leistete sie ab 1941 ein Pflichtjahr in einem Lebensmittelgeschäft ab, anschließend wurde sie dienstverpflichtet zur Arbeit in einer Schuh- und Matratzenfabrik. Nach dem Ende des Zweiten Weltkriegs arbeitete sie als Serviererin, Kassiererin und Verkäuferin, daneben entstanden auch erste literarische Versuche. 1953 heiratete sie; aus der Ehe ging ein Sohn hervor. Nachdem sie längere Zeit in Gladbeck ansässig gewesen war, lebte Kibgis zuletzt wieder in Gelsenkirchen-Horst. Kibgis war ein gläubiger Mensch und Religion hatte immer einen festen Platz in ihrem Leben.
Kibgis ist Verfasserin von Erzählungen und Gedichten, in denen sie sich vorwiegend mit den einfachen Menschen des Ruhrgebiets befasst. Ihr Werk wurde erst in den 1970er-Jahren durch die Vermittlung des Leiters der Gelsenkirchener Schreibwerkstatt, Josef Büscher, einer breiteren Öffentlichkeit bekannt.
Sie war Mitglied des Verbandes Deutscher Schriftsteller und der Gruppe Gelsenkirchener Autoren. 1978 erhielt sie ein Literaturstipendium der Stadt Gelsenkirchen, 1983 den Josef-Dietzgen-Literaturpreis, 1985 ein Arbeitsstipendium des Landes Nordrhein-Westfalen sowie 1988 den Autorenpreis des Forums Kohlenpott.

### Sonstiges
Ihr Nachlass befindet sich im Fritz-Hüser-Institut für Literatur und Kultur der Arbeitswelt in Dortmund.

## Werke
- Wo Menschen wohnen, Essen 1977
- Meine Stadt ist kein Knüller in Reisekatalogen, Asso-Verlag, Oberhausen 1984
- Zaungäste, Hörbuch, Ilse Kibgis (Gedichte) und Karl-Heinz Gajewsky (Musik)
- Lesebuch Ilse Kibgis. Zusammengestellt und mit einem Nachwort von Karl-Heinz Gajewsky, Bielefeld: Aisthesis 2017, ISBN 978-3-8498-1222-5